# 2353 Alva
2353 Alva eller 1975 UD är en asteroid i huvudbältet som upptäcktes den 27 oktober 1975 av den Schweiziska astronomen Paul Wild vid Observatorium Zimmerwald. Den har fått sitt namn efter en före detta flickvän till upptäckaren.
Asteroiden har en diameter på ungefär 12 kilometer.